# DB-Baureihe 088
Die Baureihen 088, 188 und 288 sind im Bereich der Deutschen Bahn AG
Sammelbezeichnungen für alle nicht mehr zum aktiven Betriebsbestand gehörenden historischen Triebfahrzeuge, die aber noch im Bestand geführt werden. Diese Baureihenbezeichnung ist jedoch in der Regel »imaginär«, da sie zwar in der EDV zu Verwaltungszwecken genutzt wird, aber an den betroffenen Fahrzeugen meist nur auf dem Führerstand vermerkt ist. Außen sind weiterhin die originalen und abweichend lautenden Fahrzeugnummern angeschrieben. 
Die Sammelbaureihen haben folgende Bedeutung:
- Baureihe 088: historische Dampflokomotiven
- Baureihe 188: historische Elektrolokomotiven
- Baureihe 288: historische Diesellokomotiven
- Baureihe 488: historische Elektrotriebwagen
- Baureihe 688: historische Dieseltriebwagen